# Данилевский, Марк
Марк З. Данилевский (англ. Mark Z. Danielewski; род. 5 марта 1966, Нью-Йорк) — американский писатель. Самое известное произведение Данилевского — роман «Дом листьев» (англ. House of Leaves) (2000). Писатель экспериментирует с формами повествования, использует сложные и многослойные формы изложения, применяет различное типографское оформление страниц в книгах, известное также, как визуальное или эргодическое письмо.

## Биография
Данилевский родился в Нью-Йорке, США, сын американского режиссёра польского происхождения Тэда Данилевского и брат певицы Анни Данилевски.
Марк изучал английскую литературу в Йельском университете. Позже он перебрался в Калифорнийский университет в Беркли, где обучался латинскому языку по летней программе. Также он пожил некоторое время в Париже, занимаясь в основном литературой.
В начале 1990-х годов Марк посещал курсы в Школе телевидения и кинематографии (англ. USC School of Cinematic Arts). Позже поработал помощником звукового редактора в документальном фильме о жизни французского философа Жака Деррида.
«Дом листьев» — первый роман Марка, за который он получил многочисленные награды, включая Премию Нью-Йоркской общественной библиотеки «Молодые львы» (в номинации проза). Второй роман — «Перевороты» — вышел в 2006 году. Хотя он не привлёк столько же внимания со стороны критики, но был награждён Национальной литературной наградой 2006.
В 2000 году Данилевский вместе с сестрой проехал по всей Америке, привлекая внимание публики к альбому сестры «Потерянный» (Haunted), в котором использована фабула «Дома листьев».
Марк является поклонником шотландской группы «Biffy Clyro», которая использовала название его романа «Перевороты» для их альбома.
15 сентября 2010 было объявлено о новом романе Данилевского:

…в этом месяце издатели получат первые пять томов из 27-томной истории, озаглавленной «Знакомый» и повествующей о 12-летней девочке, которая нашла котенка…— 

## Книги
- Март 2000: Дом Листьев
- Октябрь 2000: The Whalestoe Letters
- Октябрь 2005: The Fifty Year Sword
- Сентябрь 2006: Only Revolutions
- Октябрь 2012: The Fifty Year Sword (US release)
- 2015: The Familiar, Volume 1: One Rainy Day in May
- 2015: The Familiar, Volume 2: Into the Forest
- 2016: The Familiar, Volume 3: Honeysuckle and Pain
- 2017: The Familiar, Volume 4: Hades
- 2017: The Familiar, Volume 5: Redwood
- Ноябрь 2019: The Little Blue Kite